# Incidente Shishou
O Incidente de Shishou (em chinês:石首事件) foi um protesto popular e tumulto na cidade de Shishou, província de Hubei, no centro da China entre 19 e 21 de junho de 2009. Os protestos foram o resultado de circunstâncias duvidosas em torno da morte do chef Tu Yuangao (涂遠高), de 24 anos, do Yonglong Hotel (永隆大酒店).
Embora a polícia local afirmasse que a morte de Tu foi um suicídio, alguns acreditavam que havia jogo sujo e as multidões ficaram furiosas com o que alegaram ser clientelismo, tráfico de drogas e falta de transparência das principais autoridades da cidade. Os manifestantes começaram a se reunir do lado de fora do hotel na sexta-feira e entraram em confronto com a polícia por dois dias. O incidente mais tarde se tornou um tumulto envolvendo mais de 10 000 pessoas e 10 000 policiais.
O número de pessoas no protesto pode ter chegado a 70 000. De acordo com a revista Foreign Affairs, "Em um motim em 2009 em Shishou, na província de Hubei, 70 000 pessoas enfrentaram policiais no que a Academia Chinesa de Ciências Sociais, um think tank afiliado ao governo, considerou ser 'o motim de rua mais sério' desde 1949".